# Wladislaw Igorewitsch Moltschan
Wladislaw Igorewitsch Moltschan (russisch Владислав Игоревич Молчан; * 21. September 2000 in Sankt Petersburg) ist ein russischer Fußballspieler.

## Karriere
Moltschan begann seine Karriere bei Zenit St. Petersburg. Zur Saison 2018/19 rückte er in den Kader der zweiten Mannschaft von Zenit, für die er im Juli 2018 in der Perwenstwo FNL debütierte, als er am ersten Spieltag jener Saison gegen den FK Tambow in der 82. Minute für Anton Sinjak eingewechselt wurde. Bis Saisonende kam er zu vier Einsätzen in der zweithöchsten russischen Spielklasse, aus der er mit Zenit-2 abstieg. Zur Saison 2019/20 rückte er wieder in den Kader der U-19 von Zenit.
Im Februar 2020 wechselte er zum Zweitligisten FK Jenissei Krasnojarsk, für den er zu drei Einsätzen in der Perwenstwo FNL kam. Im Oktober 2020 wechselte Moltschan nach Frankreich zum Zweitligisten SM Caen.